# Ty i Ja
Ty i ja – polski miesięcznik z okresu PRL poświęcony kulturze życia codziennego wydawany przez Krajowe Wydawnictwo Czasopism RSW „Prasa”. Ukazywał się od maja 1960 do grudnia 1973 roku.
Redakcja mieściła się w Warszawie przy ul. Elektoralnej 13. Miesięcznik został założony jako pismo dla wykształconych kobiet, po odwilży politycznej w Polsce, przez Romana Jurysia i Teresę Kuczyńską, pracujących wcześniej w „Zwierciadle”. Naczelnymi redaktorami byli kolejno Roman Juryś (usunięty na skutek nacisku politycznego Władysława Gomułki w 1963 roku), Juliusz Garztecki (przejściowo) i Maria Borowska (przez ostatnie 10 lat). Skład kolegium redakcyjnego nie był jednak ujawniany w stopce redakcyjnej. Niektóre teksty nie były podpisywane, część podpisana pseudonimami. Miesięcznik drukowany był w drukarni „Prasa” przy ul. Okopowej 58/72, później druk przeniesiono do Prasowych Zakładów Graficznych RSW "Prasa" w Katowicach. Nakład wynosił 50 tys. egzemplarzy.
Koncepcję graficzną stworzył Roman Cieślewicz, bieżący układ graficzny był dziełem Bogdana i Elżbiety Żochowskich. Z miesięcznikiem współpracowali graficy polscy, m.in. Henryk Tomaszewski, Waldemar Świerzy i Julian Pałka, Alicja Wahl oraz fotograficy, m.in. Tadeusz Rolke.
Od roku 1974 miesięcznik „Ty i ja” został na skutek nacisku władz zastąpiony przez mniej awangardowy „Magazyn Rodzinny”, który ukazywał się do początku lat 90. XX wieku.
Stałymi pozycjami były:
- dział mody korzystający z przedruków z prasy zachodniej
- dział gastronomiczny redagowany przez autora ukrywającego się pod podwójnym pseudonimem „Maria Lemnis i Henryk Vitry” (którym był muzykolog Tadeusz Żakiej, autor m.in. książki o Schubercie (PWM, I wyd. 1952))[1]
- dział wzornictwa przemysłowego i kultury mieszkania
- dział recenzji filmowych
- dział recenzji płytowych.

Czasopismo wyróżniało się awangardowym układem graficznym. Przeznaczone było dla wyrobionego czytelnika. Wiele miejsca poświęcało literaturze i sztuce współczesnej. Publikowało fragmenty zagranicznej literatury współczesnej i przedruki z prasy zachodniej. Pisano również o seksualności, antykoncepcji, feminizmie i zachodniej kulturze.